# Shawangunk Ridge
La   Shawangunk Ridge   nota anche come  Shawangunk Mountains  o  The Gunks,  è una cresta rocciosa degli Stati Uniti d'America sita in parte nella contea di Ulster, nella contea di Sullivan e nella contea di Orange nello stato di New York, che si estende dal punto più settentrionale del confine con il New Jersey fino ai monti Catskill. 

## Geografia
La Shawangunk Ridge è una continuazione della lunga sezione più orientale dei Monti Appalachi; la cresta è conosciuta come Kittatinny Mountain nel New Jersey e come Blue Mountain mentre continua attraverso la Pennsylvania. Questa cresta costituisce il confine occidentale della Great Appalachian Valley.
La cima della cresta, che si allarga considerevolmente all'estremità settentrionale, ospita numerose aree protette pubbliche e private, tra cui la Wurtsboro Ridge State Forest, la Shawangunk Ridge State Forest, la Minnewaska State Park Preserve, il Witch's Hole State Park e la Mohonk Preserve. La cresta non è densamente popolata; il suo unico insediamento di rilievo è il borgo di Cragsmoor. In passato, la cresta era nota principalmente per l'attività mineraria e disboscatrice e per la raccolta di mirtilli difatti in passato venivano regolarmente appiccati incendi per bruciare il sottobosco e stimolare la nuova crescita di cespugli.
Oggi la cresta è nota per le sue attività ricreative all'aperto, in particolare come una delle principali aree di arrampicata su roccia del Nord America, con numerose guide che offrono escursioni di arrampicata nella zona. Nota anche per la sua biodiversità e il suo carattere paesaggistico, la cresta è stata designata da The Nature Conservancy come area significativa per i suoi programmi di conservazione.  La cresta è più larga (12,1 km) vicino all'estremità settentrionale e stretta al centro (2,01 km), con un'altitudine massima di 698 m vicino al lago Maratanza. La cresta si erge sopra un'ampia pianura elevata che si estende fino al fiume Hudson a est. A ovest, le basse colline pedemontane dei Monti Appalachi si fondono con una bassa pianura formata dai torrenti Rondout e Sandburgh, dal Basha Kill e da vari piccoli kill, nonché dai fiumi Neversink e Delaware all'estremità meridionale. Queste valli adiacenti sono ricoperte da rocce sedimentarie relativamente deboli (ad esempio, arenaria, scisto, calcare).

## Origine del nome
Il nome inglese Shawangunk deriva dall'olandese Scha-wan-gunk, la trascrizione europea più vicina ad un antico documento di proprietà coloniale dei Munsee Lenape, una tribù indigena,  del XVII secolo.
Il linguista Lenape Raymond Whritenour riferisce che schawan è un verbo intransitivo inanimato che significa "è aria fumosa" o "c'è aria fumosa". Il suo participio sostantivato è schawank, che significa "ciò che è aria fumosa". Aggiungendo il suffisso locativo otteniamo schawangunk "nell'aria fumosa". 
Whritenour ha ipotizzato che il nome derivi dall'incendio di un forte di Munsee da parte degli olandesi alla base orientale della cresta nel 1663 (un massacro che pose fine alla seconda delle Guerre degli Esopus). L'uso del nome si diffuse rapidamente e fu registrato in numerosi atti di proprietà terriera e brevetti dopo la guerra. 
La seconda possibilità è che il nome sia semplicemente nato in connessione con l'acquisto del territorio di Bruyn; è del gennaio 1682, la prima apparizione del nome nei documenti, come frase inventata dagli indiani per descrivere alcune caratteristiche del paesaggio.  
Sia "Shawangunk" che "Shongum" sono termini popolari tra gli abitanti della regione. Anche "Gunks" è un termine familiare ampiamente utilizzato per indicare la cresta ed è in uso almeno dalla metà del XIX secolo. In una lettera datata agosto 1838 e timbrata l'8 agosto 1838, il pittore della Hudson River School, Thomas Cole, in corrispondenza con il pittore A.B. Durand, scrive: "Fammi sapere quando sarai tra i Gunks. Spero che lì troverai tutto ciò che il tuo cuore può desiderare". La Shawangunk, in particolare intorno al lago Mohonk, fu il soggetto di diversi pittori della Hudson River School.

## Natura
La diversità della vegetazione lungo i Monti Shawangunk è insolitamente elevata; qui crescono specie comunemente presenti più a nord o a sud, o quelle che altrimenti si trovano solo nella pianura costiera. Il risultato è un'area in cui si trovano molte piante rare a livello regionale, anche ai limiti del loro areale. Altre specie rare in quest'area sono quelle adattate alle dure condizioni della cresta. Le comunità vegetali di altopiano presenti includono boschi di castagno e querce miste, pinete comprese le creste di pino nano, foreste di latifoglie settentrionali di cicuta e comunità di rupi e detriti e grotte. Le zone umide includono piccoli laghi e corsi d'acqua, torbiere, torbiere di pino silvestre e mirtillo, una palude interna di cipresso bianco, paludi di acero rosso, infiltrazioni acide, infiltrazioni di calcare e alcuni canneti. 

## Geologia
La dorsale è composta prevalentemente dalla Formazione di Shawangunk, un conglomerato duro, cementato da silice, di ciottoli di quarzo bianco e arenaria. Questa si sovrappone direttamente alla Formazione di Martinsburg, una spessa sequenza torbiditica di argillite grigio scuro e grovacca. Si è depositata in un oceano profondo durante il periodo Ordoviciano (470 milioni di anni fa), mentre il Conglomerato di Shawangunk si è depositato sullo Scisto di Martinsburg da ampi fiumi intrecciati durante il periodo Siluriano (circa 420 milioni di anni fa); entrambe le sequenze di rocce sedimentarie sono state deformate e sollevate durante il periodo Permiano (circa 270 milioni di anni fa). Come risultato di questa deformazione, gli strati della dorsale sono incorporati nella sequenza di anticlinali e sinclinali asimmetriche, inclinate verso nord, che si inclinano dolcemente verso ovest. Le stesse pieghe interessano anche gli strati sovrastanti la Formazione Shawangunk, esposti a nord della Cresta Shawangunk vicino a Rosendale e visibili nelle cave di cemento abbandonate. Gli strati sono stati sfrangiati dall'erosione lungo il margine orientale dei Monti Shawangunk, dando origine alle imponenti scogliere caratteristiche dei Monti Shawangunk. Il conglomerato di Shawangunk è duro e resistente agli agenti atmosferici, mentre lo scisto sottostante si erode relativamente facilmente. Di conseguenza, il conglomerato di quarzo forma le scogliere e i pendii di detrito, in particolare sul lato est della cresta.
L'intera dorsale fu ricoperta di ghiacciai durante l'ultima era glaciale (Wisconsin), formando le creste, i resti di tillite e i pendii di detrito detritico depositati sul lato est della dorsale. I terreni lungo la dorsale sono generalmente sottili, piuttosto acidi, poveri di nutrienti e asciutti, ma nelle depressioni e in altre aree in cui l'acqua è trattenuta dalla roccia madre o dalla tillite, si trovano occasionalmente laghi e zone umide. I terreni sull'argilla sono più spessi, meno acidi e più fertili. La topografia nella parte settentrionale degli Shawangunks è irregolare a causa di una serie di faglie; sono presenti altipiani secondari e scarpate.

## Terreni pubblici e riserve
Le creste Shawangunk comprendono principalmente terreni pubblici e diverse piccole aree residenziali private. Gran parte della dorsale settentrionale è protetta dalla Minnewaska State Park Preserve, che ora gestisce anche la Sam's Point Preserve con oltre 160 km di sentieri escursionistici e diverse aree di arrampicata. Istituita nel 1963, la Mohonk Preserve protegge e gestisce oltre 8.000 acri della Shawangunk Ridge, comprese le famose scogliere di arrampicata di Trapps, e comprende oltre 70 miglia di strade e sentieri storici. Nel 2007 sono state aggiunte la Shawangunk Ridge State Forest e la Witches Hole State Forest. Il sentiero escursionistico a lunga distanza Long Path segue la dorsale dalla contea di Sullivan fino alle vicinanze di Kerhonkson; a sud di essa, lo Shawangunk Ridge Trail si collega all'Appalachian Trail vicino a High Point. Ci sono diversi vecchi sentieri carrozzabili sulla dorsale, tra cui: la Smiley Road da Ellenville alla Minnewaska State Park Preserve; e la Old Plank Road e la Old Mountain Road nella Shawangunk Ridge State Forest. Molti dei sentieri sono aggiornati e mantenuti dalla New York-New Jersey Trail Conference.
Nella regione di Shawangunk si trovano anche numerose cascate, tra cui: le VerKeerderkill Falls, le Awosting Falls e le Vernooy Kill Falls.
Nel 2004, un piano di sviluppo edilizio di lusso ha minacciato la linea di cresta, e di conseguenza la campagna popolare "Save the Ridge" è diventata estremamente popolare nella zona. Nel 2006, un tribunale ha ordinato la vendita della proprietà da parte del proprietario privato per risolvere una causa intentata dallo sviluppatore. L' Open Space Institute di New York ha acquistato il terreno e lo ha ceduto alla Minnewaska State Park Preserve.
A differenza delle principali proprietà terriere pubbliche sulla Shawangunk Ridge, la Mohonk Preserve è un fondo fiduciario privato.